# Aiguille du Grépon
A Aiguille du Grépon - conhecida em francês simplesmente por Le Grépon - é um dos cumes do grupo conhecido como Aiguilles de Chamonix no  Maciço do Monte Branco, na  França que culmina a 3482 m. Tem como característica apresentar-se como uma crista com diferentes picos: o Nord com 3478 m, o Gendarme com 3078 m, o Grande Gendarme com 3472 m, o pico Sul (que é o mais alto) com 3482 m, e a ponta Balfour com 3475 m.
A Aiguille du Grépon é citada em vários números das 100 mais belas corridas de montanha.

## Ascensões

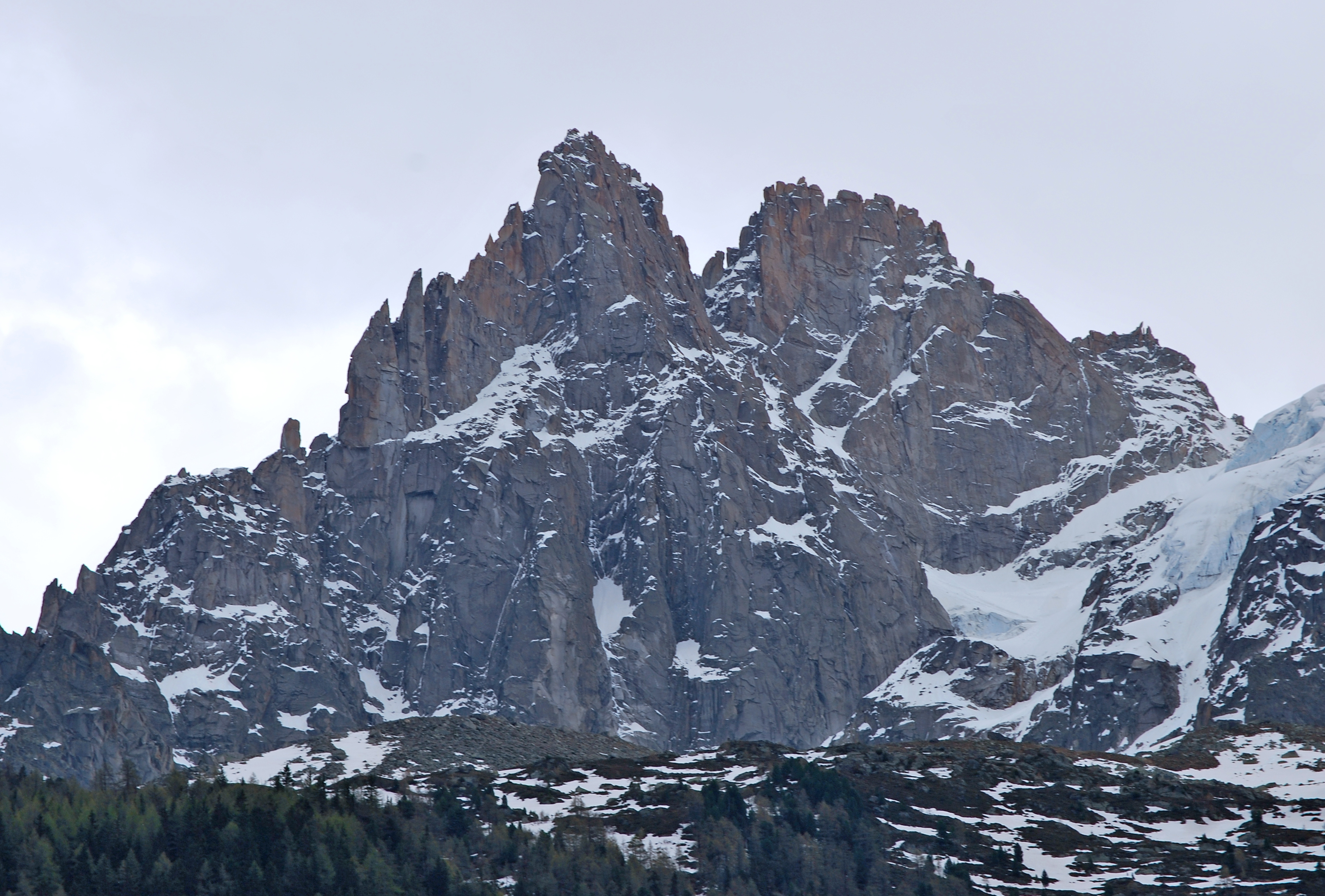
Aiguille du Grépon (à dir.), e os Grandes Chamoz (à esq.)

A primeira ascensão foi feita em 1881 por Albert F. Mummery, Alexander Burgener e Benedikt Venetz, a 5 de agosto, pela aresta norte - que hoje em dia é a subida clássica (D), e descida pela aresta sudoeste mais fácil (D-). A 18 de agosto de 1892, primeira travessia norte-sul pelo mesmo Albert F. Mummery, John Norman Collie, G. Hastings e G. Pasteur, e em 1911 primeira ascensão pelo Mar de Gelo. A primeira invernal foi feita em 1927 por Camille Devouassoux.
Albert F. Mummery deixou o seu nome à fenda de Mummery neste cume.

## Clássicas

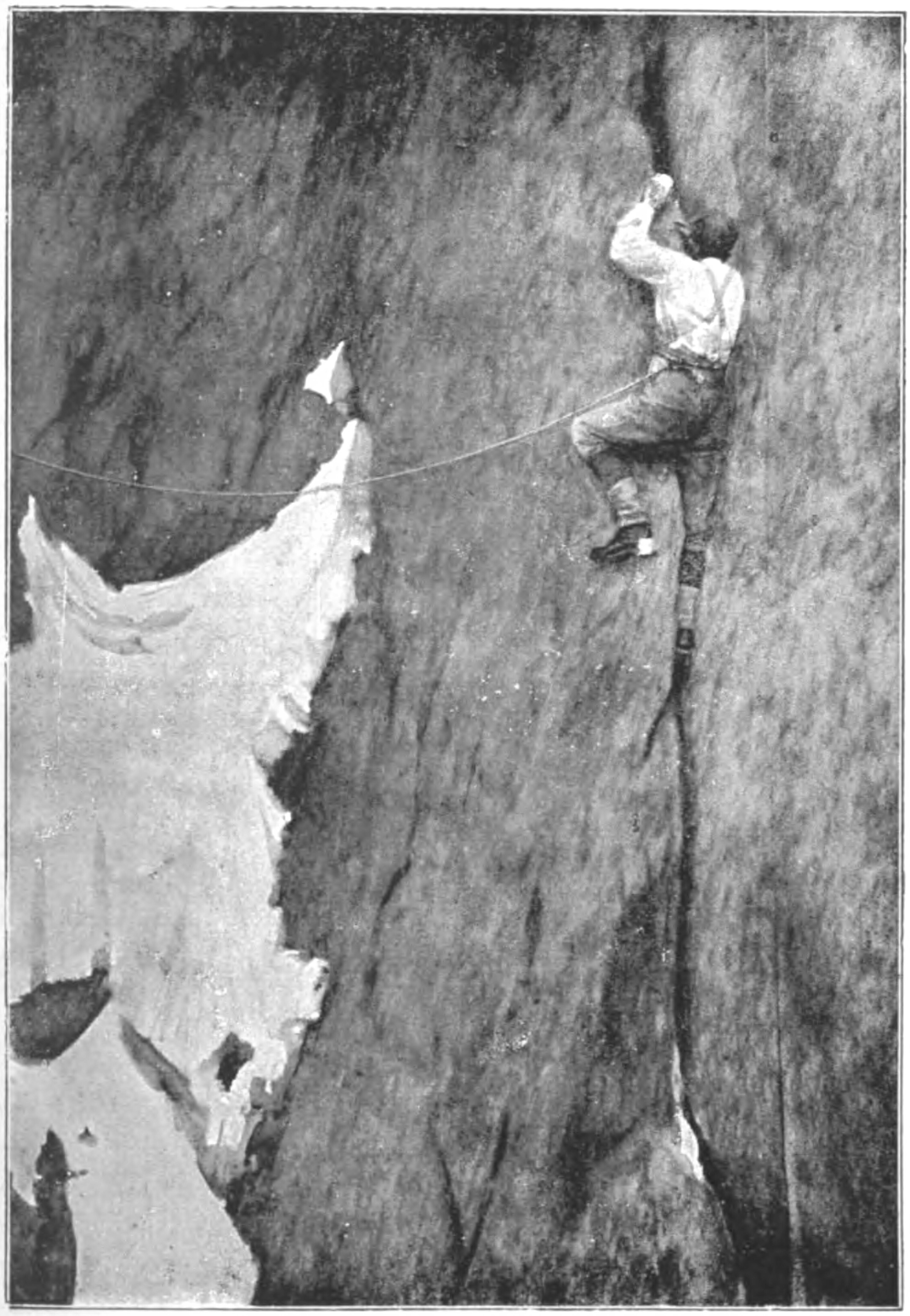
Imagem rara. Albert F. Mummery na fenda com o seu nome

Precedida pela Aiguille des Grands Charmoz, a travessia Charmoz-Grépon é uma das grandes clássicas rochosas do  maciço do Monte Branco. Um outro grande clássico, é a via face este, a chamada Grépon-Mar de Gelo (D), feita por, H.O. Jones, R. Todhunter e Geoffrey Winthrop Young com Joseph Knubel e Alexis Brocherel, a 19 de agosto de 1911, com a fenda Knubel, a passagem em V+ do maciço do Monte Branco.

## Imagem externa
Em «Zorgloob» o Glaciar de Talèfre e a localização da Aiguille Verte, Les Droites, Les Courtes, Aiguille de Triolet, Aiguille de Talèfre, Aiguille de Leschaux, Dent du Géant, Tour Ronde, Monte Branco do Tacul, Aiguille du Midi, Aiguille du Plan, Aiguille du Grépon, e Aiguille de l'M.